# 최은옥
최은옥(崔銀玉, 1965년 ~ )은 대한민국의 제16대 교육부 차관인 공무원이다

## 학력
- 무학여자고등학교 졸업
- 고려대학교 사범대학 수학교육 학사
- 위스콘신 대학교 대학원 교육학 석사
- 성균관대학교 대학원 교육학 박사

## 경력
- 1991년: 제34회 행정고시 합격
- 2007년 8월~2008년 3월: 교육인적자원부 국제교육정보화국 국제교육협력과장
- 2008년 3월~2009년 1월: 교육과학기술부 다자협력과장
- 2009년 1월~2009년 5월: 교육과학기술부 평가기획과장
- 2009년 5월~2010년 1월: 교육과학기술부 학교정책분석과장
- 2010년 1월~2010년 9월: 교육과학기술부 기획담당관
- 2010년 9월~2011년 2월: 교육부 대학정책실 학술장학지원관
- 2011년 3월~2012년 6월: 교육과학기술부 친서민정책추진단장
- 2014년 2월~2016년 3월: 교육과학기술부 산학협력관
- 2016년 3월~2017년 7월: 경기도교육청 제1부교육감
- 2017년 7월~2017년 12월: 교육부 대학정책실 대학정책관
- 2018년 1월~2019년 1월: 교육부 평생미래교육국장
- 2019년 1월~2020년 4월: 교육부 고등교육정책관
- 2020년 4월~2022년 5월: 교육부 고등교육정책실장
- 2025년 7월~: 제14대 교육부 차관
- 2025년 7월~: 서울대학교 이사회 이사
- 2025년 7월~: 사회부총리 겸 교육부 장관 직무대행